# 新市区 (ウルムチ市)
新市区（しんし-く、ウイグル語：يېڭىشەھەر رايونى）は、中華人民共和国新疆ウイグル自治区ウルムチ市に位置する市轄区。ウイグル語の名称 Yéngisheher は、「新しい市」を意味する。ウルムチ市内の中心部から北部に位置し、空港や鉄道駅、高速道路もあり交通至便のため、商業、産業、教育などの各施設が集中している。
1992年9月、区の東部が中国国務院により国家級ハイテク産業開発区（高新技术开发区）に指定され、ウルムチ・ハイテク産業開発区（乌鲁木齐高新技术产业开发区）の名称が付与された。

## 産業
新市区は交通至便で新疆ウイグル自治区の現代化が進むハイテク都市計画も進展し、その中心地区の中央商務区（ビジネス街区）も発展している。中国銀行、中国工商銀行を始め大手銀行の営業拠点が設置されている。カルフールなどの大型商業施設もあり、ショッピングモールなど商業の中心にもなっている。
区内には、北部工業園、生物医薬園、甘泉堡工業園、百花村ソフトウェア・パーク、中亜科技合作園、創業ビジネスセンター、新疆大学国家大学科技園などが整備されている。
街の南端には原子力発電所が4機設置されており町中に原子力発電所がある珍しい市である。

## 文化
- 新疆ウイグル自治区博物館

## 観光
- 燕児窩景観区（燕儿窝景区）
- 新疆人民会堂
- 水磨溝景観区（水磨沟景区）
- 水磨溝区公園（水磨沟区公园）
- 妖魔山
- アジア地理センター（亚洲地理中心）
- ウルムチ植物園

## 交通
- ウルムチ天山国際空港：新市区に位置している。

## 行政区画
17街道、1鎮、4郷を管轄：
- 街道弁事処：北京路街道、二工街道、三工街道、石油新村街道、迎賓路街道、喀什東路街道、八家戸街道、鯉魚山街道、銀川路街道、南緯路街道、杭州路街道、百園路街道、正揚路街道、友誼路街道、機場街道、高新街街道、長春中路街道
- 鎮：安寧渠鎮
- 郷：二工郷、地窩堡郷、青格達湖郷、六十戸郷